# ۱۱۰۶ (قمری)
۱۱۰۶ (قمری)، هزار و صد و ششمین سال در گاهشماری هجری قمری است. اول محرم این سال برابر با بیست و دوم اوت سال ۱۶۹۴ میلادی است.